# John Barker Church
John Barker Church (ur. 30 października 1748 w Lowestoft, zm. 27 kwietnia 1818 w Londynie) – brytyjski przedsiębiorca.
Urodził się 30 października 1748 roku w Lowestoft, w Anglii, jako syn Richarda Churcha (1697–1774) z Great Yarmouth w Norfolk i Elizabeth Barker (1701–1800), córki Johna Barkera.
Podczas amerykańskiej wojny o niepodległość był dostawca zasobów dla Armii Kontynentalnej. Po wojnie porócił do Anglii i służył w Izbie Gmin w latach 1790–1796. Był żonaty z Angelicą Schuyler, z znanej amerykańskiej rodziny Schuyler, przez co był szwagrem Alexandra Hamiltona. Hamilton zmarł w pojedynku w 1804 roku z Aaronem Burrem, z którym Church także pojedynkował się w 1799 roku.